# Pyhrner Kampl
Das Pyhrner Kampl ist ein 2241 m ü. A. hoher Berg im Toten Gebirge an der Grenze von Oberösterreich und Steiermark. Der Berg bildet einen lang gezogenen, teil felsigen, teils schrofigen Bergrücken, der nach Südwesten mit einem schmalen Grat über die Elmscharte zum Schrocken verbunden ist. Der Westgipfel bildet mit seiner Nord- und Westwand den Talschluss des Rottals. Der Ostgipfel entsendet einen scharfen Felsgrat ins Luigistal, von wo er als kühn geformtes Horn erscheint. Durch die Nordwand führen mehrere Kletterrouten bis in den IV. Schwierigkeitsgrad. Am Gipfel befindet sich ein Gipfelkreuz mit Gipfelbuch. 

## Aufstieg
Markierte Anstiege zum Schrocken. Von der Elmscharte den Grat nördlich umgehend zum Westgipfel.
- Weg 217 von der Hutterer Höß über den Nordgrat
- Weg 219 von der Liezener Hütte über den Hochmölbing